# آمیلوئیدوز
آمیلوئیدوز (به انگلیسی: amyloidosis) نام گروهی از بیماری‌ها است که با رسوب پروتئین‌های فیبریلی غیرطبیعی (آمیلوئید) در بافت‌ها و اعضای سراسر بدن مشخص می‌شود.
آمیلوئیدوز، بیماری است که در آن پروتئین‌های آمیلوئید در اندام‌ها و بافت‌ها انباشته می‌شوند. پروتئینی، آمیلوئید تلقی می‌شود که بر اثر تغییر ساختار سه بعدی آن، حالت توده‌ای و نامحلول، مشابه با صفحه بتا به خود بگیرد.

## علل آمیلوئیدوز
آمیلوئیدوز می‌تواند ناشی از علل متفاوتی باشد. از علل آمیلوئیدوز اولیه تولید غیرطبیعی ایمونوگلوبولین‌ها است. آمیلوئیدوز ثانویه در میلوم مولتیپل، آرتریت روماتوئید، بیماری التهابی روده، تب مدیترانه‌ای خانوادگی دیده می‌شود. آمیلوئیدوز ثانویه در بیماری‌های عفونی مزمن مانند جذام و سل نیز دیده می‌شود.
آمیلوئیدوز فامیلی یک بیماری اتوزومال غالب است. آمیلوئیدوز پیری شایعترین علت کاردیومیوپاتی آمیلوئید در افراد مسن است. یکی از علائم این بیماری پارستزی (گزگز و مور مور شدن) انتهاهای اندام‌ها ناشی از نوروپاتی متابولیک است.

## نگارخانه

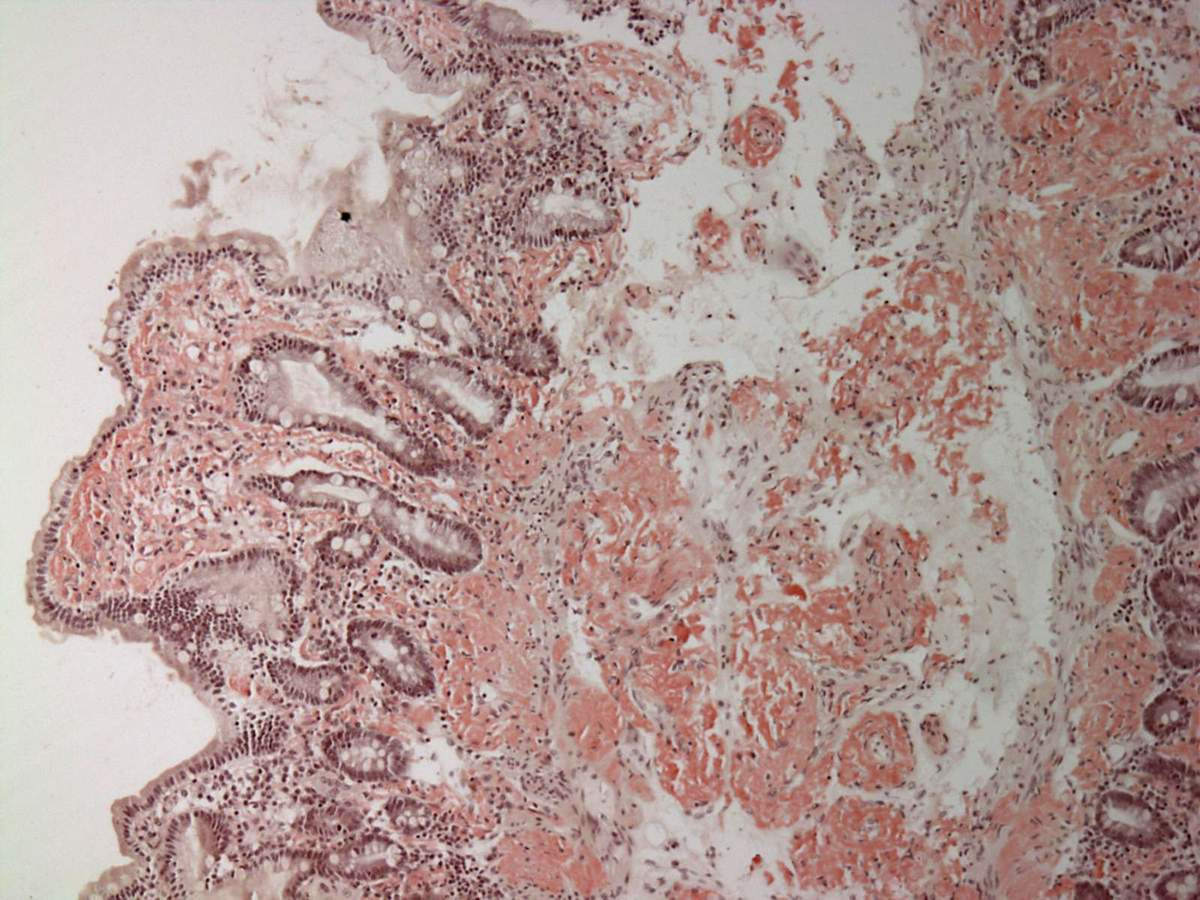
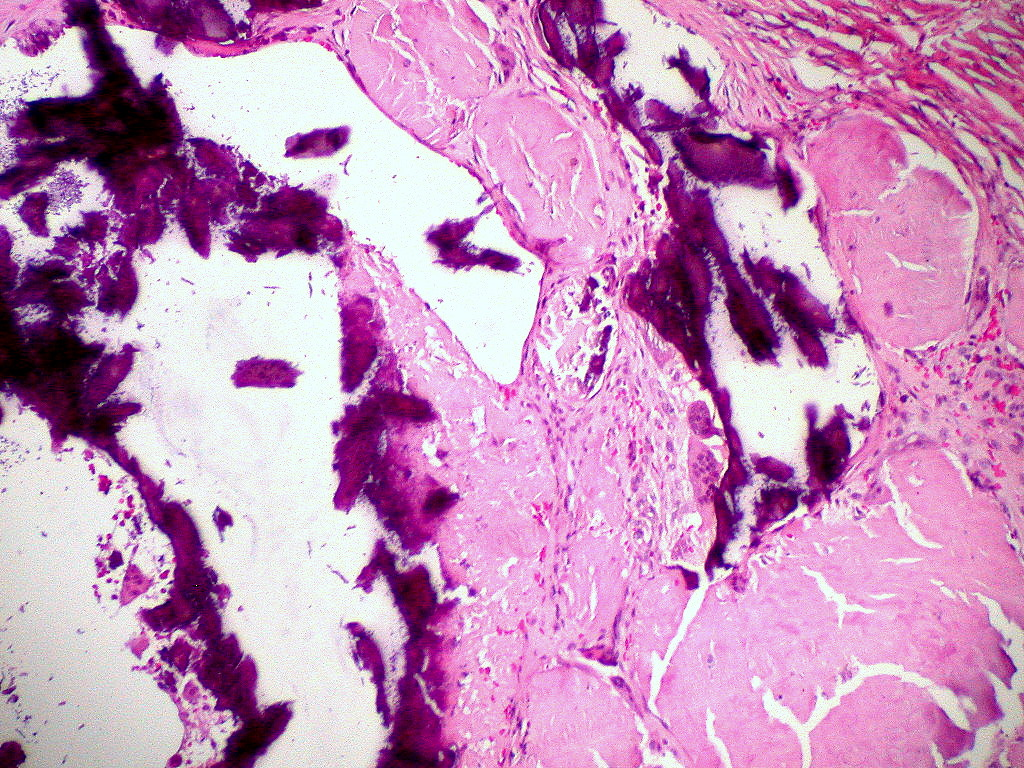
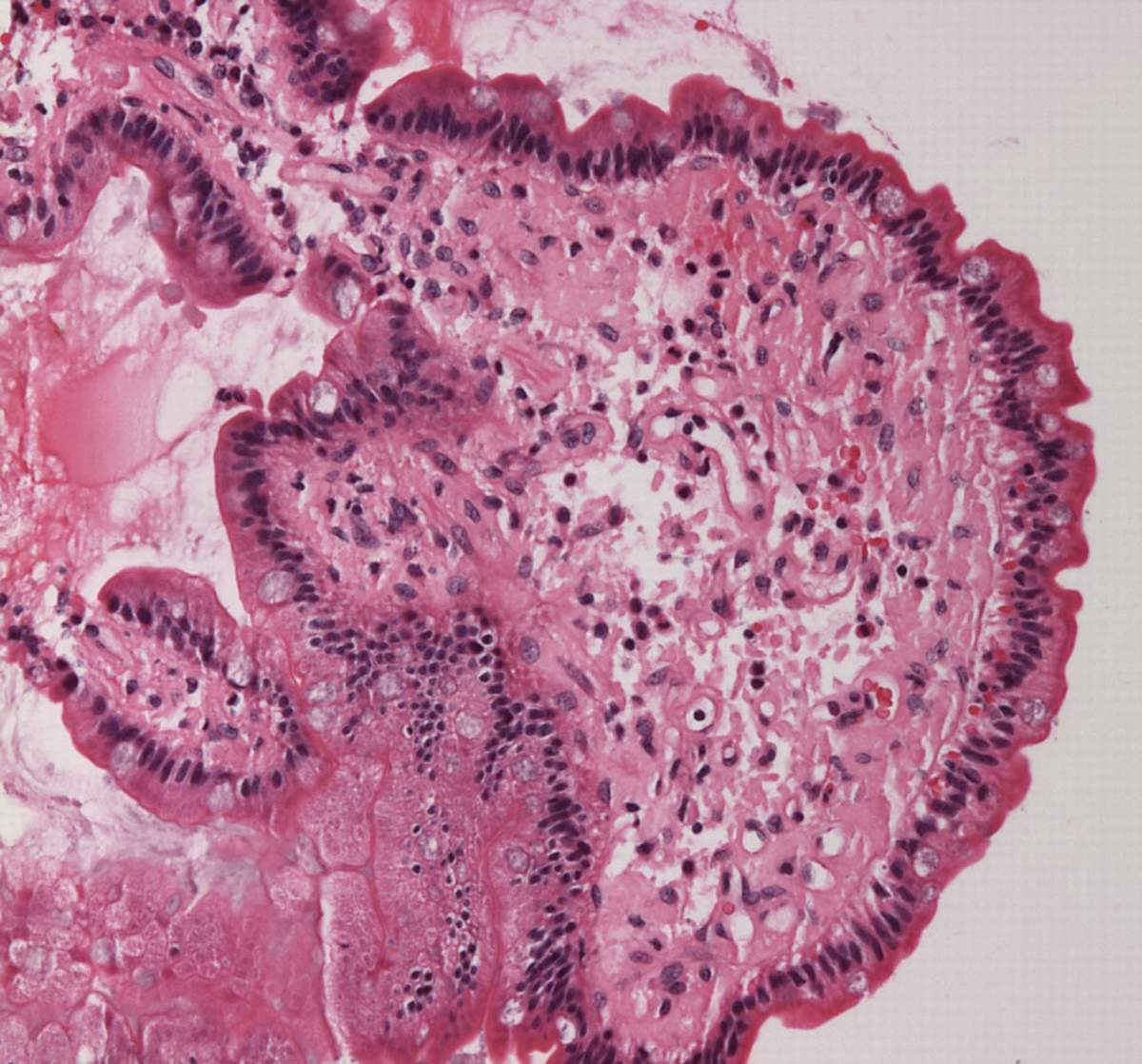
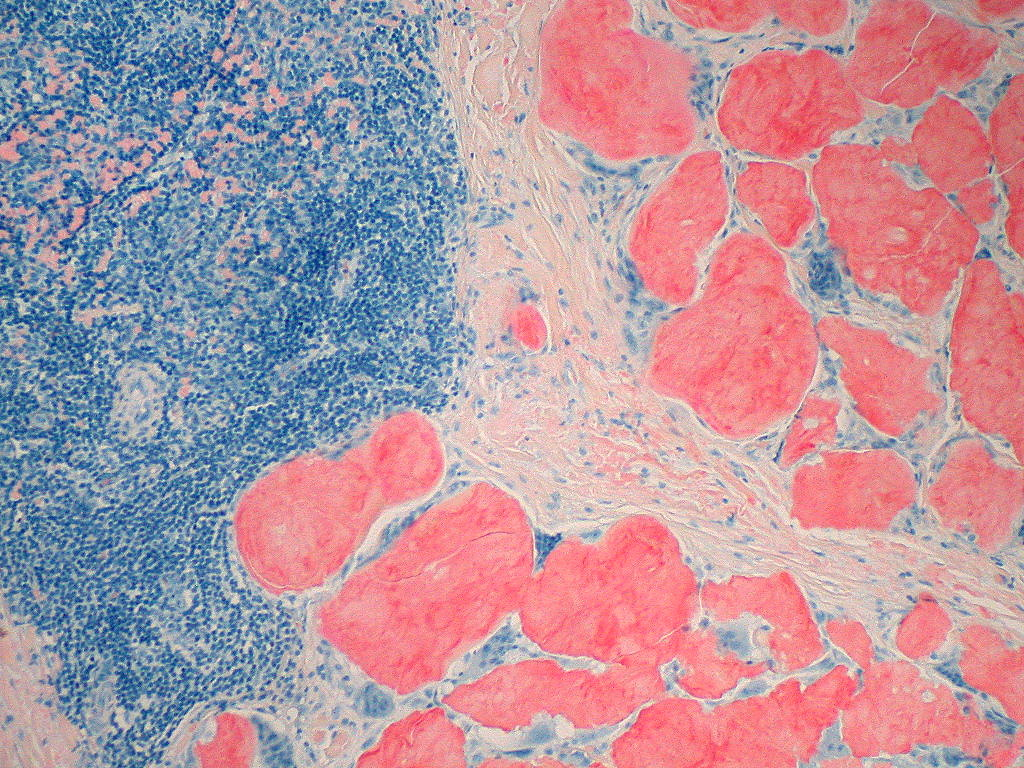
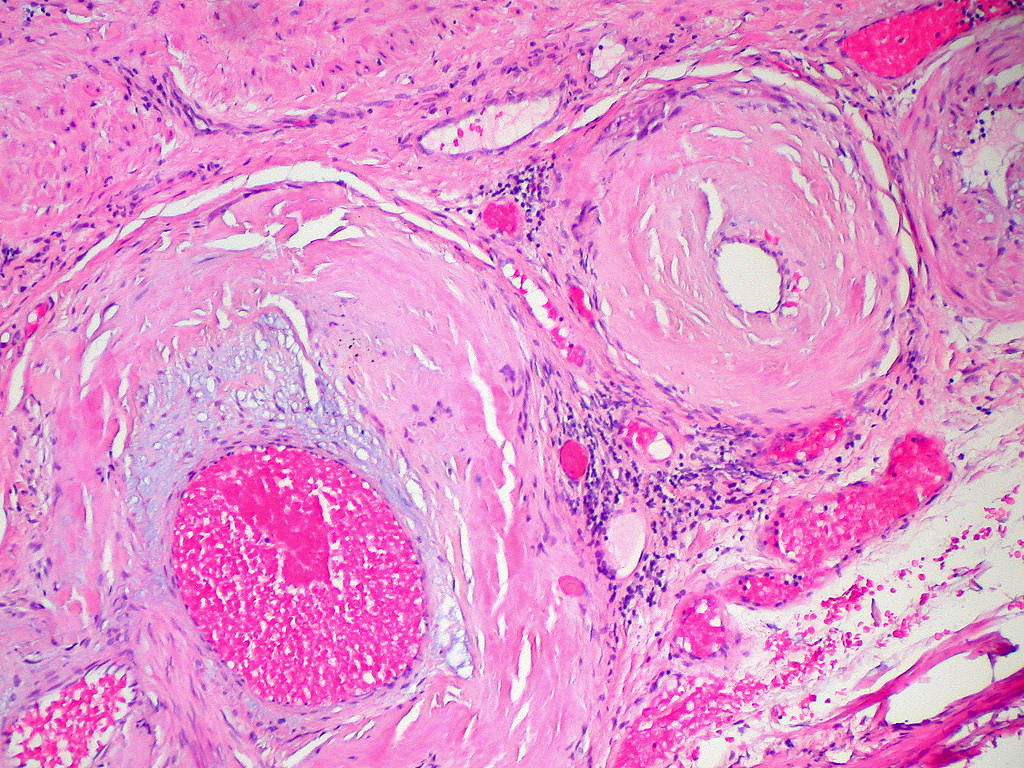
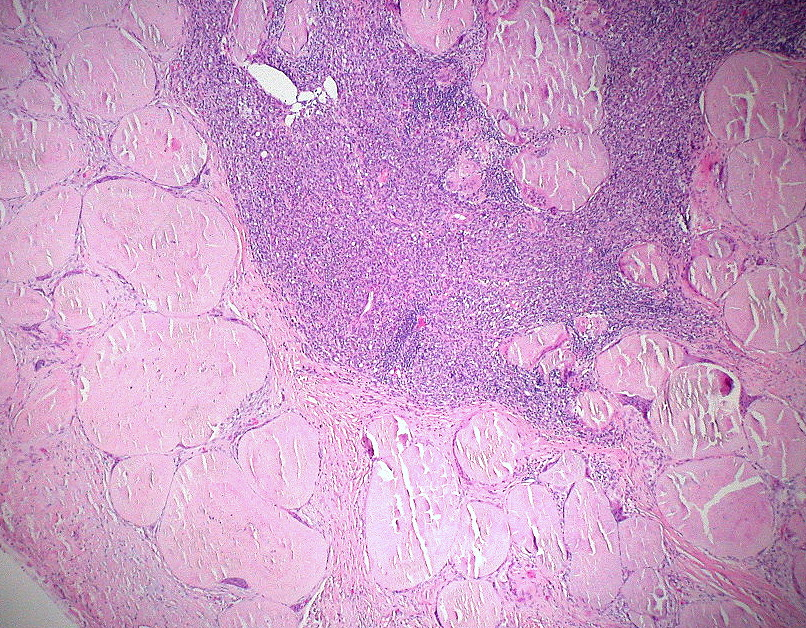
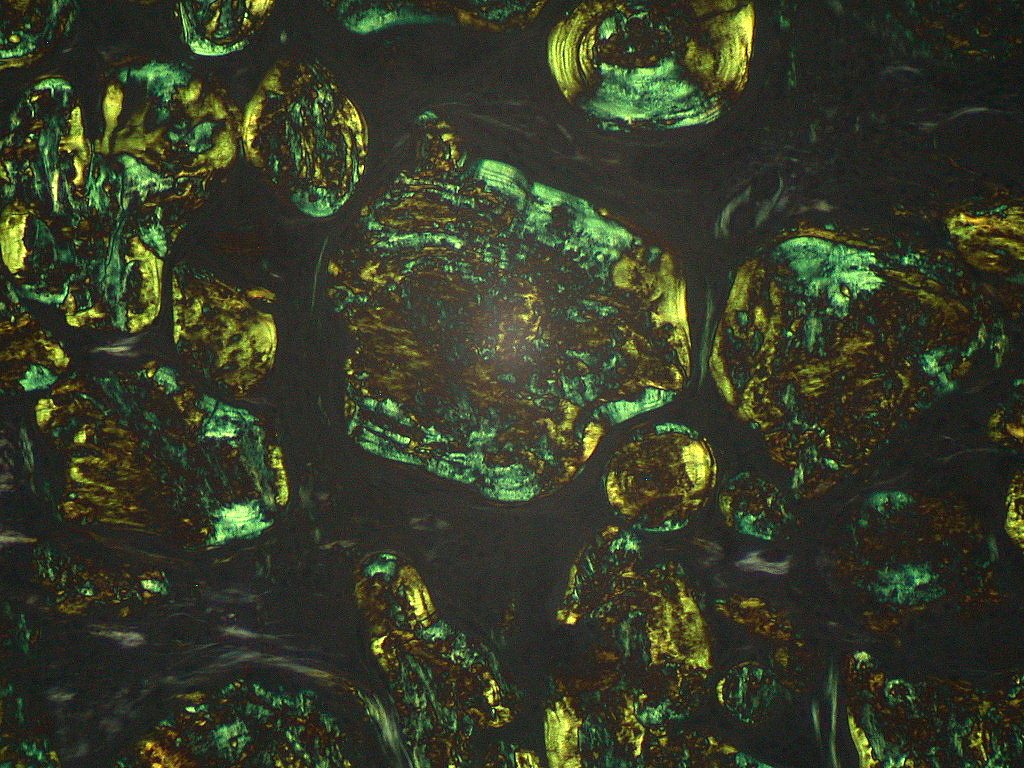
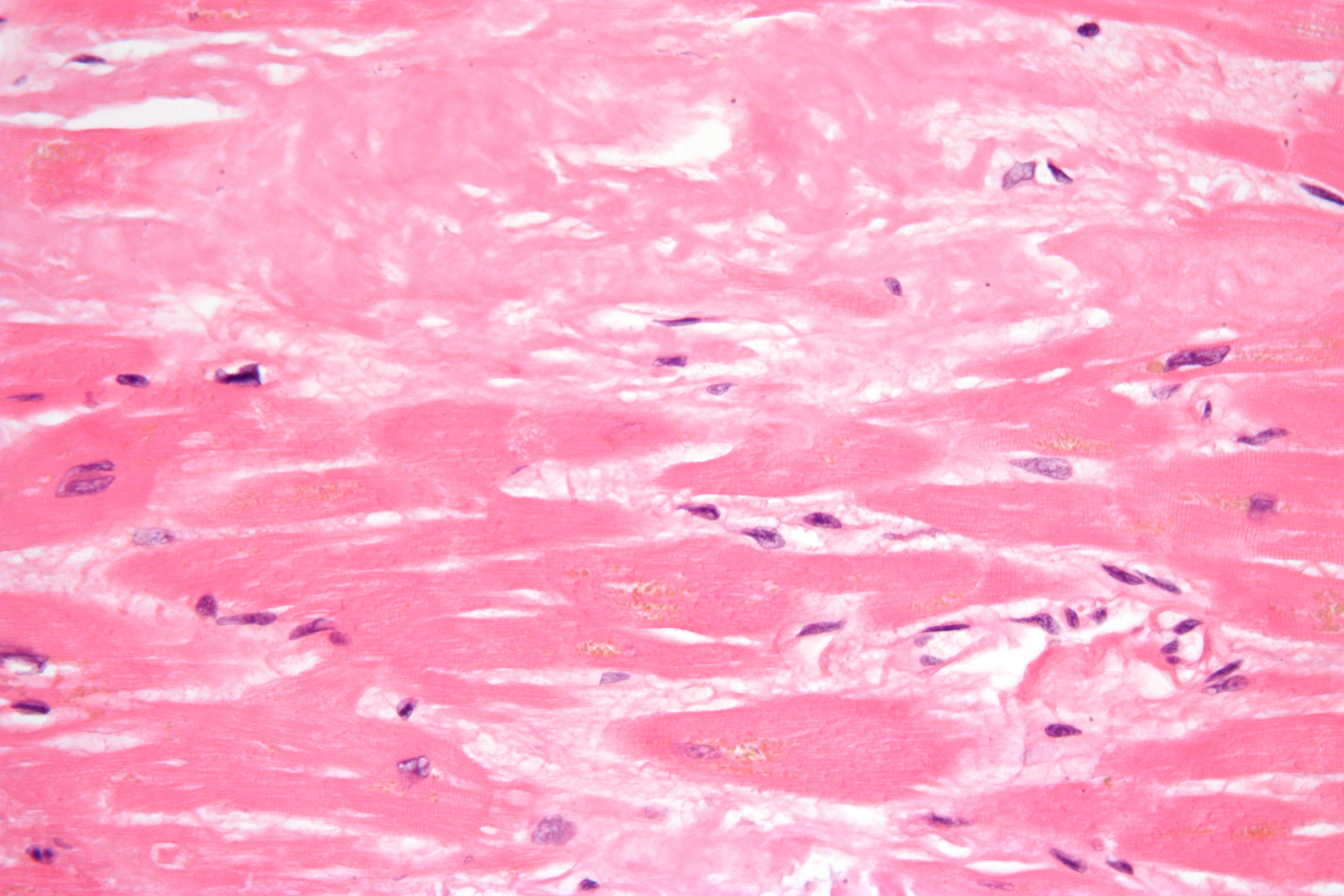